# George Holt
George Holt, conosciuto anche come George A. Holt o Mr. Holt (Fall River, 30 settembre 1878 – Santa Monica, 18 luglio 1944), è stato un attore, regista e sceneggiatore statunitense specializzato in film western.

## Filmografia
La filmografia - basata su IMDb - è completa

### Attore
- The Proof of the Man, regia di David Horsley (1913)
- The Spell, regia di Rollin S. Sturgeon (1913)
- The Fortune Hunters of Hicksville, regia di Robert Thornby (1913)
- Slim Driscoll, Samaritan, regia di William J. Bauman (1913)
- The Passing of Joe Mary, regia di Robert Thornby (1913)
- Sunny; or, The Cattle Thief, regia di William J. Bauman (1913)
- Daddy's Soldier Boy, regia di Robert T. Thornby (Robert Thornby) (1913)
- When the West Was Young, regia di W.J. Bauman (William J. Bauman) (1913)
- Salvation Sal, regia di Robert Thornby (1913)
- Anne of the Trails, regia di William J. Bauman (1913)
- At the Sign of the Lost Angel, regia di Rollin S. Sturgeon (1913)
- The King's Man, regia di W.J. Bauman (1913)
- Thieves, regia di William J. Bauman (1913)
- Deception, regia di William J. Bauman (come W.J. Bauman) (1913)
- Sacrifice, regia di Hardee Kirkland (1913)
- The Uprising of Ann, regia di Hardee Kirkland (1913)
- The Masked Dancer, regia di Burton L. King (1914)
- Anne of the Golden Heart, regia di Ulysses Davis (1914)
- Tainted Money, regia di Burton L. King (1914)
- The Winner Wins, regia di William J. Bauman (1914)
- The Way to Heaven, regia di Ulysses Davis (1914)
- The Ghosts, regia di William J. Bauman
- The Little Sheriff, regia di George C. Stanley (George Stanley) (1914)
- The Kiss, regia di Ulysses Davis (1914)
- Captain Alvarez, regia di Rollin S. Sturgeon (1914)
- The Last Will, regia di Ulysses Davis (1914)
- Only a Sister, regia di Ulysses Davis (1914)
- His Wife and His Work, regia di Ulysses Davis (1914)
- Prosecution, regia di Ulysses Davis (1914)
- Detective and Matchmaker, regia di Ulysses Davis (1914)
- The Horse Thief, regia di Ulysses Davis (1914)
- An Innocent Delilah, regia di Ulysses Davis (1914)
- Ward's Claim, regia di Ulysses Davis (1914)
- Brandon's Last Ride, regia di Ulysses Davis (1914)
- When the Gods Forgive, regia di Ulysses Davis (1914)
- The Little Angel of Canyon Creek, regia di Rollin S. Sturgeon (1914)
- The Sage-Brush Gal, regia di Rollin S. Sturgeon (1914)
- Everything Against Him, regia di Ulysses Davis (1914)
- The Legend of the Lone Tree, regia di Ulysses Davis (1915)
- The Navajo Ring
- The Chalice of Courage
- A Child of the North
- The Man from the Desert
- The Lorelei Madonna
- The Repentance of Dr. Blinn
- Willie Stayed Single, regia di Ulysses Davis (1916)
- The Woman's Share, regia di Rollin S. Sturgeon (1916)
- The Wanderers, regia di William Wolbert (1916)
- When Lin Came Home (1916)
- Three Johns, regia di David Smith (1916)
- God's Country and the Woman, regia di Rollin S. Sturgeon (1916)
- Through the Wall, regia di Rollin S. Sturgeon (1916)
- Aladdin from Broadway, regia di William Wolbert (1917)
- The Fighting Trail, regia di Willian Duncan (1917)
- Vengeance - and the Woman, regia di William Duncan e Laurence Trimble (1917)
- The Dismissal of Silver Phil, regia di Lewis A. Watts (1918)
- The Coming of Faro Nell, regia di George L. Sargent (1918)
- Hugon, the Mighty, regia di Rollin S. Sturgeon (1918)
- Cynthiana (1918)
- Dangerous Trails (1920)
- La febbre dell'oro
- Bigger Than Barnum's, regia di Ralph Ince (1926)
- Girl Trouble, regia di Bennett Cohen (1933)
- The Rawhide Terror, regia di Bruce Mitchell e Jack Nelson (1934)
- The Outlaw Deputy, regia di Otto Brower (1935)

### Regista
- His Buddy
- Ace High (1919)
- A Pistol-Point Proposal
- Kingdom Come (1919)
- The Captive Bride
- The Four-Gun Bandit
- The Jaws of Justice
- Gun Magic
- Neck and Noose
- Getting Acquainted (1919)
- A Western Wooing
- The Hidden Badge
- Tempest Cody Plays Detective
- Tempest Cody Gets Her Man
- Tempest Cody Bucks the Trust
- Tempest Cody Turns the Tables
- The Wild Westerner (1919)
- The Trail of the Holdup Man
- The Lone Hand (1919)
- Get Your Man (1920)
- The White Masks
- In the West
- Under the Border
- Trouble Trail
- Western Fate

### Sceneggiatore
- In the West